# Sekundærrute 573
De Sekundærrute 573 is een secundaire weg in Denemarken. De weg loopt van Rødding via Balling en Hem naar Skive. De Sekundærrute 573 loopt door Midden-Jutland en is ongeveer 16 kilometer lang.